# Oppland
Oppland  [ˈɔpˈlɑn] (?·pàg.) és un antic comtat de Noruega que va existir entre 1781 i 2020, situat a la regió d'Østlandet. És fronterer amb els comtats de Sør-Trøndelag, Møre og Romsdal, Sogn og Fjordane, Buskerud, Akershus, Oslo i Hedmark. La capital és Lillehammer. Fins al 1919 el comtat es va anomenar Kristian amt.
Té una població de 188.953 habitants (2016) i una superfície de 25 192 km², comparable amb l'àrea del País Valencià. Juntament amb Hedmark, és un dels dos comtats de Noruega sense litoral i és, de fet, molt muntanyós.
El comtat es compon per dues valls principals: la Gudbrandsdalen i la Valdres, que inclouen tota mena de paisatges, sent el predominant el de l'alta muntanya. Fins al 1781 el comtat de Hedmark també formava part d'Oppland. Al tombant del segle xviii el comtat estigué molt poblat, però a partir d'aleshores començà una forta emigració cap a Amèrica, que deixà Oppland vers 1900 amb una població molt reduïda comparada amb la que havia tingut en altres temps.

## Etimologia
En temps nòrdics les parts interiors de Noruega foren anomenades Upplǫnd («països superiors»). El primer element és upp («superior»). L'últim element és lǫnd, la forma plural de «país».
El 1757 Oppland es va separar del gran comtat d'Akershus, i se li va donar el nom d'Oplandenes amt. Aquest es va dividir el 1781, quan Hedmark se separà d'Oppland i aleshores s'anomenà Christians amt (nomenat pel rei Cristià VII). El nom es canvià a Kristians amt el 1877, després d'una reforma de l'ortografia oficial que va canviar la «ch» per la «k». El 1919 el nom es canvià de nou a Oppland fylke, i la forma Oppland s'establí el 1950.

## Geografia
El comtat és excepcionalment muntanyós, ja que de 25.192 km² de superfície tan sols 5.109 km² se situen sota dels 600 msnm. De fet, Oppland se situa al bell mig dels Alps escandinaus, destacant els cims del Galdhøpiggenn (2469 msnm) i el Glittertind (2465 msnm), les dues muntanyes més altes de Noruega i de la península escandinava.
Oppland s'estén des del llac Mjøsa i del Randsfjorden a les muntanyes de Dovrefjell, Jotunheimen i Rondane. La zona és coberta de rius i llacs, així com d'altes muntanyes. El comtat es divideix en quatre districtes tradicionals: Gudbrandsdalen, Valdres, Hadeland i Land.

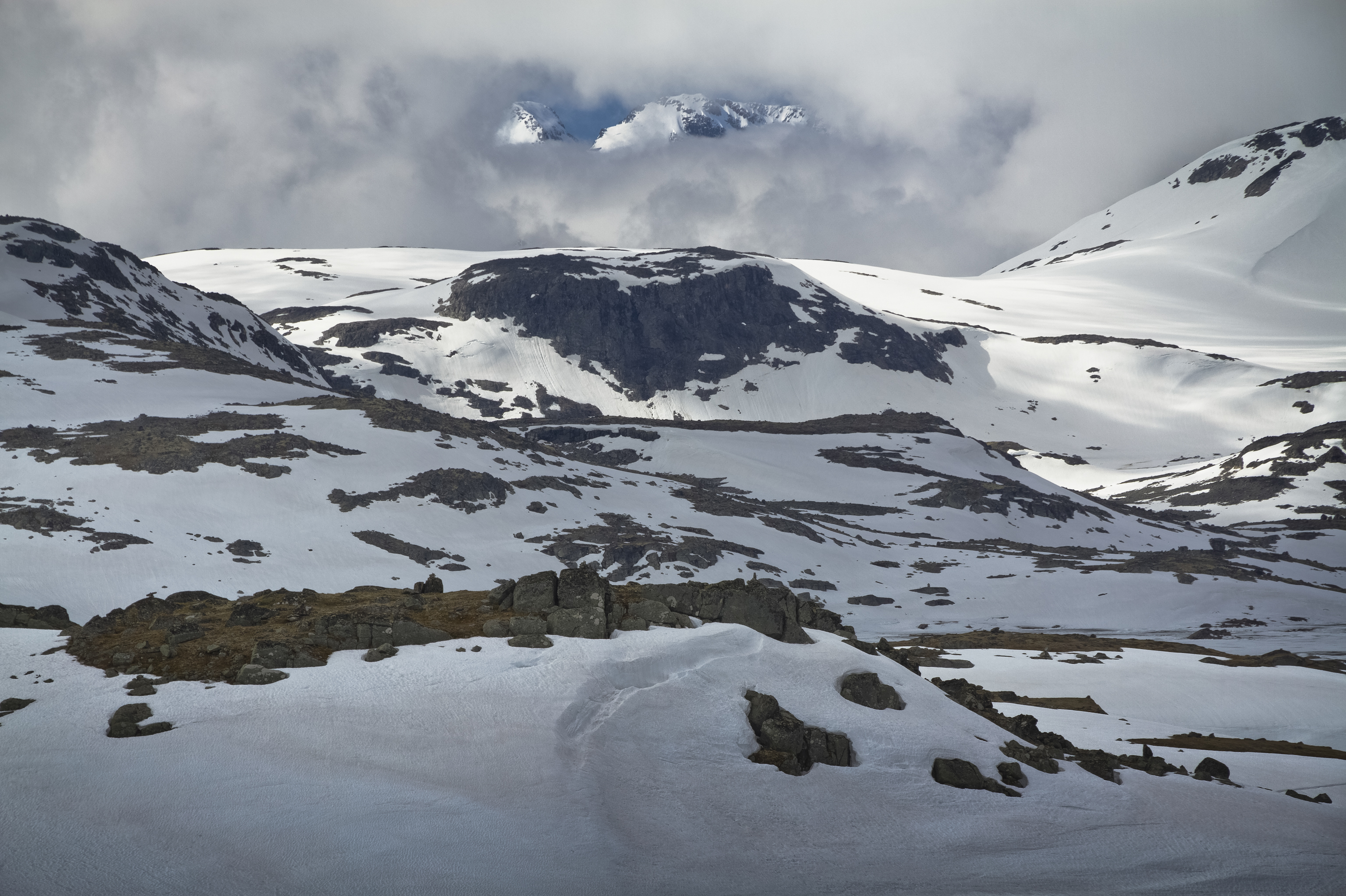
La zona més elevada de la serra de Jotunheimen al juny.

Els rius més llargs i grans d'Oppland són el Gudbrandalslågen, l'Etna i el Begna. També hi ha rius més petits que desemboquen en els abundants llacs i fiords. L'abundància d'aigua permet al comtat generar energia hidroelèctrica.
En les zones baixes del sud del comtat, hi ha les principals ciutats: Lillehammer, Gjøvik, Otta, i Fagernes, amb una densitat de població molt alta al sud i molt baixa a la resta del comtat.

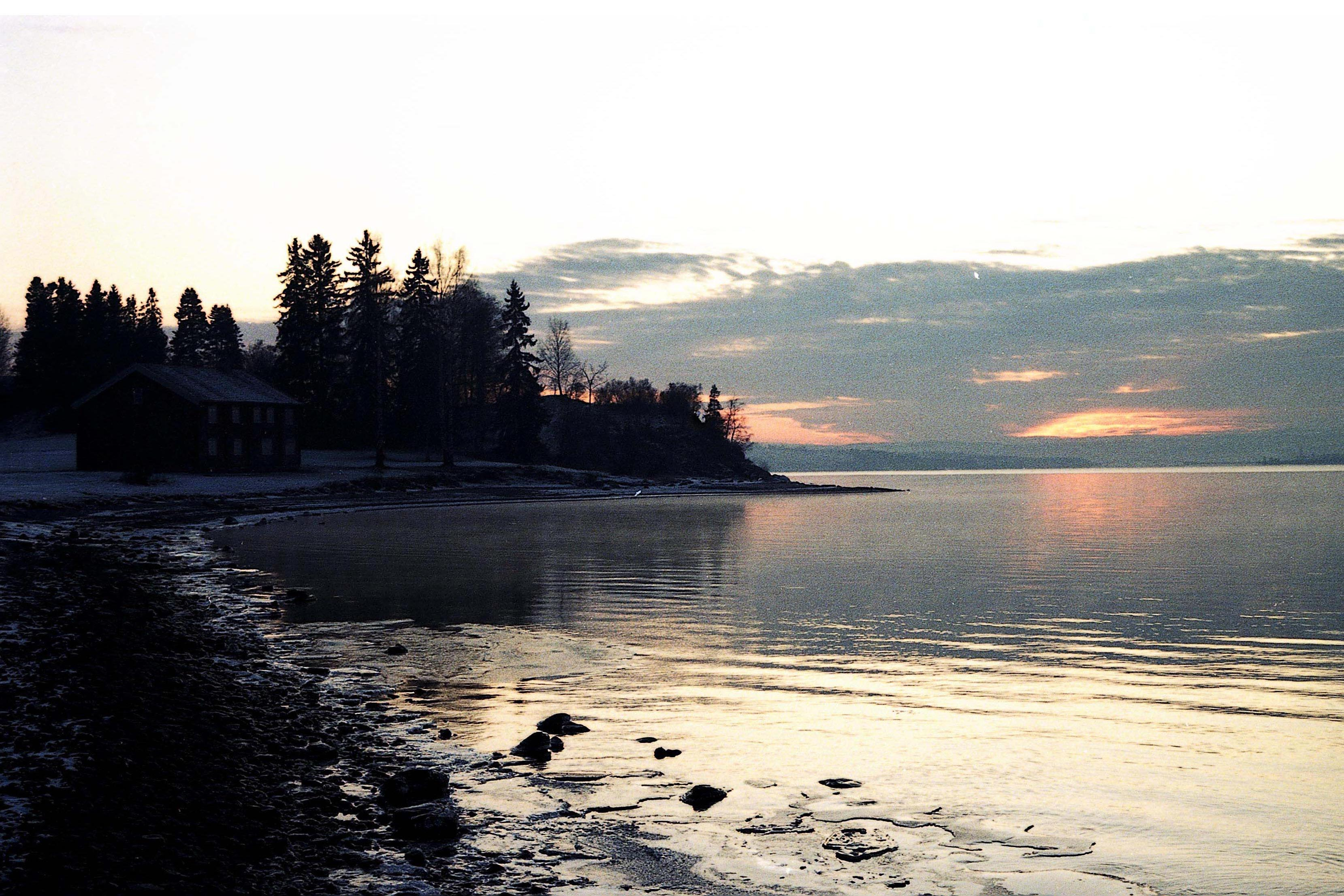
Capvespre a la riba del llac Mjøsa.

Lillehammer, el municipi més poblat del comtat, és també el port comercial més gran entre Oslo i Trondheim. La ciutat és coneguda perquè s'hi van organitzar els Jocs Olímpics d'Hivern de 1994. La ciutat és també la llar d'institucions i museus importants.

## Escut d'armes
L'escut d'armes se'ls hi concedí el 1989 i mostra dues flors Pulsatilla vernalis (coneguda vulgarment com a la «Flor del vent»).

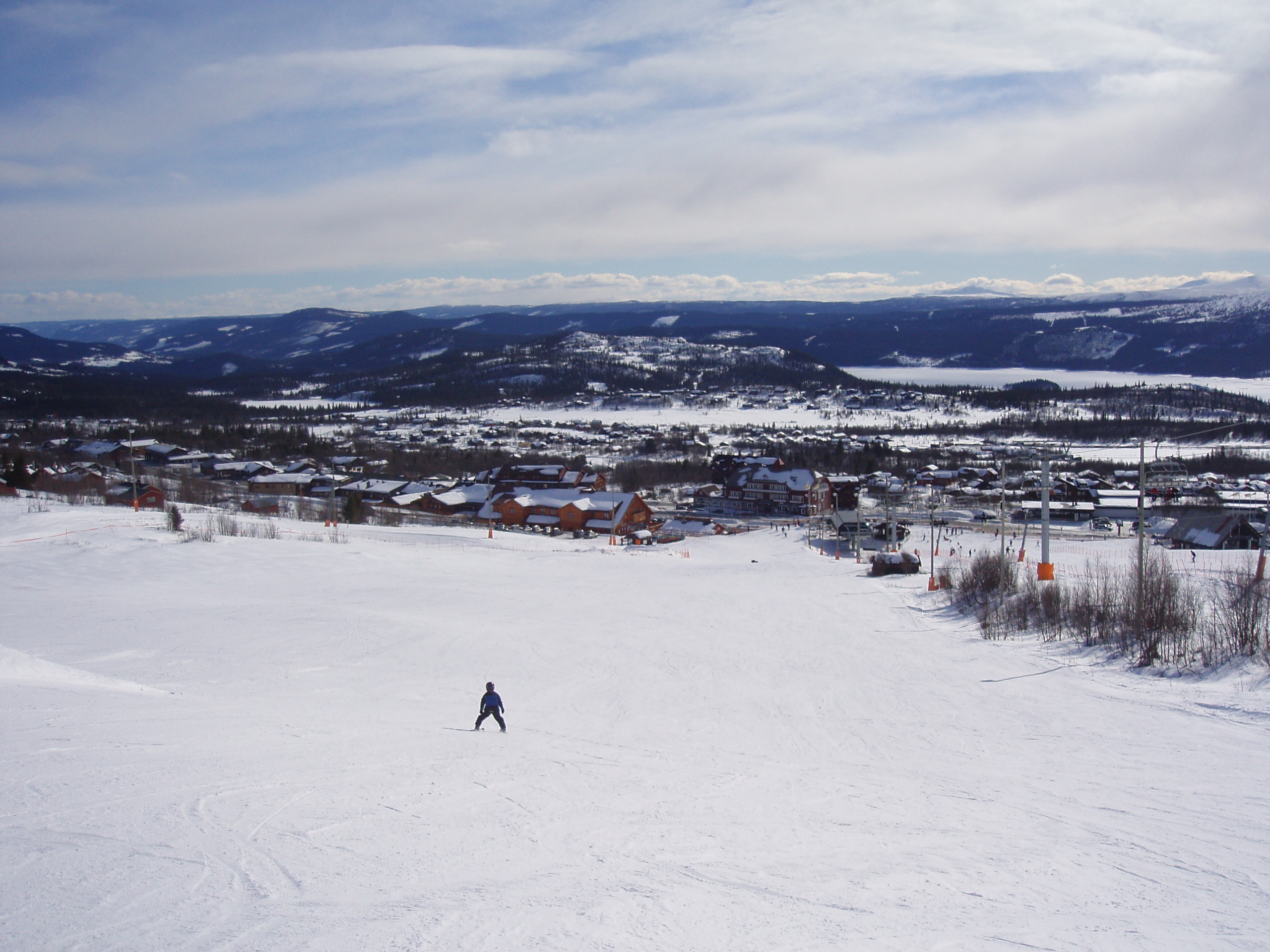
L'estació d'esquí de Beitostolen.

## Economia
Tradicionalment el sector primari ha estat el més important a Oppland, ja que en els seus amplis districtes hi ha grans àrees forestals i extensos prats. Actualment però, el turisme és el recurs més important al comtat, especialment després de la inauguració d'estacions d'esquí però també per la seva bellesa paisatgística. També ha ajudat a l'augment del turisme el fet que el comtat no és a gaires quilòmetres d'una ciutat important.
Oppland és el segon comtat més turístic del país, després d'Oslo. Els pobles turístics més populars es troben a les zones muntanyoses de les valls de Valdres i Gudbrandsdal.

## Divisió administrativa

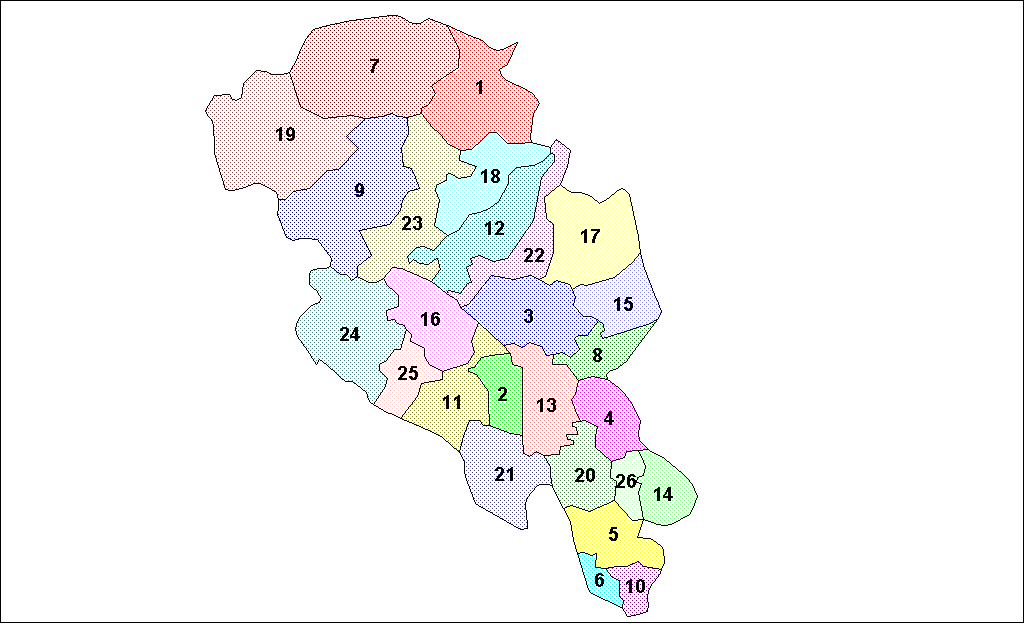
Divisió administrativa en municipis del comtat d'Oppland.

Oppland es divideix en 26 municipis: 
| 1. Dovre 2. Etnedal 3. Gausdal 4. Gjøvik 5. Gran 6. Jevnaker 7. Lesja 8. Lillehammer 9. Lom 10. Lunner 11. Nord-Aurdal 12. Nord-Fron 13. Nordre Land | 1. Østre Toten 2. Øyer 3. Øystre Slidre 4. Ringebu 5. Sel 6. Skjåk 7. Søndre Land 8. Sør-Aurdal 9. Sør-Fron 10. Vågå 11. Vang 12. Vestre Slidre 13. Vestre Toten |